# Comité Paralímpico Saudita
El Comité Paralímpico Saudita (en árabe: اللجنة البارالمبية السعودية) es el comité paralímpico nacional que representa a Arabia Saudita. Esta organización es la responsable de las actividades deportivas paralímpicas en el país. Es miembro del Comité Paralímpico Internacional y del Comité Paralímpico Asiático.